# Duane Cooper
Samuel Duane Cooper (Benton Harbor, Míchigan; 25 de junio de 1969) es un exjugador de baloncesto estadounidense que disputó dos temporadas en la NBA, además de jugar en la CBA, en la liga polaca y en la griega. Con 1,85 metros de estatura, jugaba en la posición de base.

## Trayectoria deportiva

### Universidad
Jugó durante cuatro temporadas con los Trojans de la Universidad del Sur de California, en las que promedió 6,2 puntos, 2,2 rebotes y 3,4 asistencias por partido. En su última temporada fue incluido en el mejor quinteto de la Pacific 10 Conference, tras promediar 12,2 puntos y 5,6 asistencias.

### Profesional
Fue elegido en la trigésimo sexta posición del Draft de la NBA de 1992 por Los Angeles Lakers, con los que disputó una temporada como suplente de Sedale Threatt, en la que promedió 2,4 puntos y 2,3 asistencias por partido.
Tras no renovar su contrato con los Lakers, al año siguiente firmó por una temporada como agente libre por los Phoenix Suns, pero con los que sólo disputó 23 partidos, en los que promedió 2,1 puntos y 1,2 asistencias.
El resto de su carrera transcurrió en diversos equipos de la CBA, en la liga polaca y en la griega.

## Estadísticas de su carrera en la NBA

### Temporada regular
| Temporada | Edad | Equipo             | Liga | Pos. | P  | TIT | MIN | TC  | TCA | %TC  | 3P  | 3PA | %3P  | TL  | TLA | %TL  | R.OF. | R.DEF. | REB | ASIS | ROB | TAP | PER | FP  | PTS |
| 1992-93   | 23   | Los Angeles Lakers | NBA  | PG   | 65 | 0   | 9.9 | 1.0 | 2.4 | .392 | 0.1 | 0.5 | .233 | 0.4 | 0.5 | .714 | 0.2   | 0.6    | 0.8 | 2.3  | 0.3 | 0.0 | 1.1 | 1.0 | 2.4 |
| 1993-94   | 24   | Phoenix Suns       | NBA  | PG   | 23 | 2   | 5.9 | 0.8 | 1.8 | .439 | 0.0 | 0.3 | .143 | 0.5 | 0.7 | .733 | 0.1   | 0.3    | 0.4 | 1.2  | 0.1 | 0.0 | 0.9 | 0.5 | 2.1 |
| Total     |      |                    | NBA  |      | 88 | 2   | 8.9 | 0.9 | 2.3 | .402 | 0.1 | 0.4 | .216 | 0.4 | 0.6 | .720 | 0.2   | 0.5    | 0.7 | 2.0  | 0.2 | 0.0 | 1.0 | 0.9 | 2.3 |

### Playoffs
| Temporada | Edad | Equipo             | Liga | Pos. | P | TIT | MIN | TC  | TCA | %TC  | 3P  | 3PA | %3P  | TL  | TLA | %TL | R.OF. | R.DEF. | REB | ASIS | ROB | TAP | PER | FP  | PTS |
| 1992-93   | 23   | Los Angeles Lakers | NBA  | PG   | 2 | 0   | 2.0 | 0.0 | 3.0 | .000 | 0.0 | 1.5 | .000 | 0.0 | 0.0 |     | 1.0   | 0.0    | 1.0 | 0.5  | 0.0 | 0.0 | 0.0 | 0.0 | 0.0 |
| Total     |      |                    | NBA  |      | 2 | 0   | 2.0 | 0.0 | 3.0 | .000 | 0.0 | 1.5 | .000 | 0.0 | 0.0 |     | 1.0   | 0.0    | 1.0 | 0.5  | 0.0 | 0.0 | 0.0 | 0.0 | 0.0 |